# Дембіни (Млавський повіт)
Дембіни (пол. Dębiny) — село в Польщі, у гміні Шидлово Млавського повіту Мазовецького воєводства.
У 1975-1998 роках село належало до Цехановського воєводства.